# Банкя (железопътна гара)
Гара Банкя е начална/крайна и единствената железопътна гара в Банкя.
Тъй като е последна и е на 19 км железопътно разстояние от София, на гарата спират само пътнически влакове, превозващи по направление от и за Централна гара София.